# NGC 5257
NGC 5257 (другие обозначения — UGC 8641, IRAS13373+0105, MCG 0-35-15, UM 598, ZWG 17.55, VV 55, KCPG 389A, ARP 240, PGC 48330) — галактика в созвездии Дева.
Этот объект входит в число перечисленных в оригинальной редакции «Нового общего каталога».